# Cada que...
«Cada que...» es el segundo sencillo de la banda  mexicana de pop electrónica Belanova, de su tercer álbum de estudio Fantasía Pop.

## Información general
La canción empezó a salir en radios a fines de octubre de 2007 junto con los remixes de la canción "Baila Mi Corazón". El video musical fue filmado en la Ciudad de México a comienzos de noviembre de 2007 dirigido por Ángel Flores, muchos canales de música y sitios web en internet han seguido el rodaje del video con él detrás de escenas. El video fue estrenado el 14 de diciembre en Ritmoson Latino. Este comienza con Denisse apareciendo en una calle oscura con un par de anteojos negros y se cruza con un desconocido de quien se enamora, luego de esto la banda aparece en una locación apartada y encapsulada con una burbuja de poliuretano, dentro de este lugar se puede apreciar totalmente el concepto de Fantasía Pop, muchos colores, accesorios, elementos llamativos, los integrantes portan tres vestuarios muy influenciados por el estilo oriental, aquí ellos interpretan la canción. La protagonista constantemente recuerda a aquel desconocido de quien se ha enamorado, con el que finalmente se encuentra nuevamente en la escena final del video., en este video está el contraste de la realidad (una gris noche cualquiera, con muchos peatones, y la fantasía, que está apartada de esta con lo opuesto, mucha luz, y colores y solamente los integrantes. En la escena de la realidad podemos ver al modelo como una persona común, y en las escenas de fantasía, ahora lo vemos que su color de piel y cabello son plata, al igual que su traje (smokin).
La canción se convirtió en el quinto sencillo de la banda que se corona en el puesto #1 de las listas de México, permaneciendo en la máxima posición durante ocho semanas en la lista México Top 100 superando el éxito que tuvo Baila mi corazón que nada más logró llegar al puesto #3 en esta lista México Top 100 Singles Chart. El sencillo, junto con "Baila Mi Corazón" ha logrado vender 200.000 descargas en Estados Unidos. El video musical ha sido visto en YouTube acumulando 16 millones de reproducciones.
"Cada Que..." se ha convertido en la canción más famosa y popular de la banda en Estados Unidos, y también se ha convertido en el sencillo más exitoso de este su tercer material discográfico "Fantasía pop" y también este sencillo se convirtió en la canción más exitosa en toda la carrera de la banda superando a "Por Ti" segundo sencillo de su material discográfico "Dulce Beat" así este sencillo "Cada que..." convirtiéndose en su primer sencillo que logra alcanzar en Top10 de la lista Hot Latin Tracks.

## Posicionamiento
| Listas (2008)                        | Posición      |
| ------------------------------------ | ------------- |
| México Top 100                       | 1 (8 semanas) |
| Top 40 México                        | 1 (1 semana)  |
| Top Latino                           | 3             |
| U. S. Billboard Hot Latin Songs      | 6             |
| U. S. Billboard Pop Latin Songs      | 3             |
| Venezuela Top Latino (Record Report) | 6             |
| Venezuela Pop Rock (Record Report)   | 4             |

### Listas musicales de fin de año
| América        |                             |    |      |
| Latinoamérica  | Latinoamérica Top 100       | 9  | 2008 |
| México         | México Top 100              | 2  | 2008 |
| Estados Unidos | U. S. Billboard Hot Latin   | 6  | 2008 |
| Estados Unidos | U. S. Billboard Airplay Pop | 13 | 2008 |

### Procesiones y Sucesiones
| Predecesor: "Don't stop the music" de Rihanna | México Top 100 2 de marzo de 2008 - 26 de abril de 2008 | Sucesor: "Si no te hubieras ido" de Maná |

## Formatos
México CD Promocional y Publicación Digital
1. «Cada Que» (Álbum Versión) 3:42
2. «Baila Mi Corazón» (Mijangos Bossa Edit) 3:59
3. «Baila Mi Corazón» (Imazue Latin Soul Mix Edit) 4:05